# Upplands runinskrifter 395
Upplands runinskrifter 395, i mitten på bilden, är en vikingatida runsten av röd sandsten som tidigare fanns i Sankt Pers kyrkoruin, Sigtuna och Sigtuna kommun. Höjden är 0,88 meter och bredden 0,75 meter. Under första hälften av 1600-talet flyttades U 395 till Sigtuna kyrka. Där stod den i sakristian tillsammans med U 382 (överst på bilden) och U 383 (längst ned på bilden). Alla tre stenarna lades senare ned i kyrkogolvet för att 1888 flyttas till SHM.

## Inskriften
Translitterering av runraden:
sui- -... ...---... ... ...ta st-... ... ...-- -(i)m hna firþi til sihtunum
Normalisering till runsvenska:
Svæi[nn] ... ... ... [ris]ta/[re]tta st[æin] ... ... [s]em hana førði til Sigtunum.
Översättning till nusvenska:
Sven gjorde dessa stenar ... (hä)mta sten (el. stenar) på(?)..., som han förde till Sigtuna.
Äldre tolkningen: "Sven ... rista stenen... förde henne, (utanför text-bandet)... till Sigtuna (underförstått ... för att begravas i vigd jord)". U 395 är samtida med uppförandet av stenkyrkan och från den nya tolkningen framgår att Sven förde till Sigtuna stenarna till gravmonumentet, och inte den avlidna makan. Den rödaktiga sandstenen förekommer inte naturligt i Sigtunas närhet. Ordet ”på” skulle i det här fallet kunna syfta på någon av de öar i Björkfjärden i Mälaren eller utanför Norrtälje där denna bergart förekommer naturligt.